# Prezentul continuu în limba engleză
Prezentul continuu, The Present Continuous sau The Present Tense Continuous este unul dintre timpurile verbale folosite în prezent în limba engleză modernă. Exprimă o acțiune în derulare.

## Formare
La afirmativ, prezentul continuu, ca și alte timpuri continue (trecutul continuu, prezentul perfect continuu, viitorul continuu) se construiește după modelul:
Verbul auxiliar to be la prezent + verb la forma continuă (cu suf. -ing).
Forma negativă se formează prin negarea verbului auxiliar to be, fiind utilizate și formele sale prescurtate aren't în loc de are not sau isn't în loc de is not. Forma interogativă se formează prin trecerea verbului to be la forma interogativă, prin inversiunea sa cu subiectul, care apare în acest caz între verbul auxiliar to be și verbul de conjugat;
Am / Is / Are + Subiect + Verb la forma continuă (cu suf. -ing) .

## Folosire
De obicei, prezentul continuu (the present continuous) este folosit pentru a exprima:
1. Acțiuni ce se întâmplă în momentul actual, al vorbirii, putând fi folosit, de asemenea, să exprime ceva ce nu se întâmplă la momentul actual;
exemplu:You are learning English now. → (Tu înveți acum (la) engleză. Tradus direct: Tu ești acum la învățare/învățat de engleză)
2. Acțiuni de lungă durată ce se află în desfășurare sau în progres. 
exemplu: I am studying to become a doctor. → (Eu studiez ca să devin/ajung/ mă fac medic. Tradus direct: Eu sunt la studii/studiere ca să devin/ajung medic)
3. Acțiuni care pot sau nu se pot întâmpla în viitor (acesta este aspectul de viitor al timpului) 
exemplu: I am meeting some friends after work.
4. Acțiuni iritante și dese prin intermediul prepozițiilor always și constantly
exemplu: She is always coming to class late.
5. Exceptii( de obicei, la acestea se folosește usually) 
exemplu: 'I usually drink tea, but today I am drinking soda.'

## Adverbe
Adverbe folosite adesea cu Present Continuous : now ; at the moment ; right now.  